# Teaterhögskolan i Stockholm
Teaterhögskolan i Stockholm (fra 1964–1977 kaldet Statens skola för scenisk utbildning) var en svensk teaterskole som uddannede skuespillere og mimikere på kandidat- og magisterniveau. Den 1. januar 2011 blev Teaterhögskolan i Stockholm og Dramatiska Institutet fusioneret og dannede herefter Stockholms dramatiska högskola. Denne teateruddannelse har siden 2014 været en enhed indenfor Stockholms konstnärliga högskola. Teaterhögskolan var et statsligt institut som hørte under Utbildningsdepartementet, og som ved sin opløsning havde flere hundrede studerende pr. år samt mellem 30 og 40 ansatte.

## Historien
Teaterhögskolan havde sin oprindelse i dén teaterskole som Gustav III grundlagde i 1787 og var længe tilknyttet Kungliga dramatiska teatern (Dramaten). Denne skole blev i lang tid kaldt for Dramatens elevskola (Kungliga Dramatiska Teaterns Elevskola), og flere internationalt anerkendte skuespillere og filminstruktører har modtaget deres uddannelse der, eksempelvis Greta Garbo, Gustaf Molander, Alf Sjöberg, Ingrid Bergman, Signe Hasso, Gunnar Björnstrand, Max von Sydow og Bibi Andersson. I 1964 blev Teaterhögskolan i Stockholm etableret ved at adskille selve skuespilleruddannelsen fra Dramaten efter initiativ af Dramatens daværende chef Ingmar Bergman. De teaterskoler, der var koblet til byteatrene i Malmö og Göteborg blev samtidigt selvstændige statslige teaterskoleinstitutioner, mens sceneskolen i Norrköping/Linköping lukkede ned.
I perioden mellem 1964 og 1977 kaldtes Teaterhögskolan i Stockholm for Statens skola för scenisk utbildning eller populært Scenskolan. I løbet af 1980'erne forlængede man uddannelsen med et enkelt semester og i 1993 med endnu ét, men i forbindelse med overgangen til Bologna-systemet blev kandidat-uddannelsen atter treårig. 8-10 studerende blev årligt optaget på skuespilleruddannelsen, mens de øvrige studerende enten gik på mimiker-uddannelsen, som optog 8-10 elever hvert fjerde år eller på magisterprogrammet og nogle af de øvrige kurser, som skolen tilbød på grund- eller avanceret niveau. Flere kendte skuespillere har modtaget deres uddannelse på teaterskolen, f.eks. Peter Stormare, Pernilla August og Lena Olin.
I april 2009 modtog den svenske regering en anmodning fra bestyrelserne på Teaterhögskolan og Dramatiska Institutet om at slå begge teaterskoler sammen til én uddannelse, gældende fra den 1. juli 2011. Regeringen godkendte forslaget og fremskyndede fusioneringen til den 1. januar 2011, hvorefter Stockholms dramatiska högskola var en realitet.

## Beliggenheden
Teaterhögskolan havde fra 1976-2008 til huse i den bygning, der tidligere var Katarina realskola ved Helgalunden på Södermalm, hvor den var flyttet til fra Filmstaden i Råsunda. I ugerne op til midsommeren 2008, flyttede skolen til nye lokaler på Gärdet, i kvarteret hvor Konstfack førhen lå.

## Udvalgte undervisere på Teaterhögskolan (i 2005)
- Stina Ekblad, professor i scenisk fremstilling[6]
- Krister Henriksson, professor i scenisk fremstilling
- Keve Hjelm, professor i sceniske rolletyper
- Matthew Allen